# 羽根犬
羽根犬（はねけん、はねいぬ）は、高知県原産の絶滅した日本犬の一種である。

## 概要
室戸岬に近い羽根町の地犬。海部犬と同じく短尾が特徴の久尾の犬が原種とされ、山出しされた犬がイノシシ猟で使用されたことで有名となった。非凡な猟芸を持った猟犬で、鳴き止めを主体として小さいイノシシであれば噛み止める能力を有していた。
最後の正統な血統犬は所有者の遺言により他出することなく絶えた。一般的に『羽根系』と呼ばれている改良犬は、大きさや噛みを強化するためにアメリカン・ピット・ブル・テリアやシベリアン・ハスキーなどを交配させたため、本来の羽根犬とは大きく変わっている。
室戸岬周辺は辺境かつイノシシ猟が生活手段であったことから羽根犬の血を引く地犬が残された。しかしながら高齢化や過疎化により猟師が減少と共に猪犬も減少。現在は宍喰町を中心に比較的純度の高い地犬が少数ながら残っている程度である。

## 特徴
体重は15キロ程度と小型であった。作出された年代が比較的遅かったことから体型や毛色などにかなりの差が存在した。